# Bill Bradley (Radsportler)

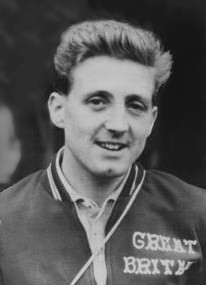
Bill Bradley (1960)

William „Bill“ Bradley (* 30. März 1933 in Walkden; † 30. Juni 1997 in Southport) war ein britischer Radrennfahrer.
Bill Bradley galt Ende der 1950er und Anfang der 1960er Jahre als einer der besten britischen Straßenfahrer. Zweimal – 1959 und 1960 – gewann er die britische Rundfahrt Milk Race, nachdem er 1958 schon den zweiten Platz belegt hatte. 1960 und 1961 wurde er Britischer Straßenmeister der Amateure, 1964 gewann er die Tour of the Peaks und 1965 die Tour of the Southwest. Bei der Österreich-Rundfahrt 1957 wurde er Großglocknerkönig, d. h., er überquerte den Großglockner auf der Etappe als Erster.
1960 startete Bradley beim Straßenrennen der Olympischen Spiele in Rom und belegte im olympischen Straßenrennen Platz 36. Im Mannschaftszeitfahren wurde das britische Team 14.
Sein Verein, der „Southport Cycling Club“ veranstaltet jährlich das Jedermannrennen „Bill Bradley Memorial Ride“, dessen Gewinn für wohltätige Zwecke gespendet wird. Im Dezember 2009 gehörte Bradley zu den ersten Geehrten in der „British Cycling Hall of Fame“.